# Schlacht von Karnal

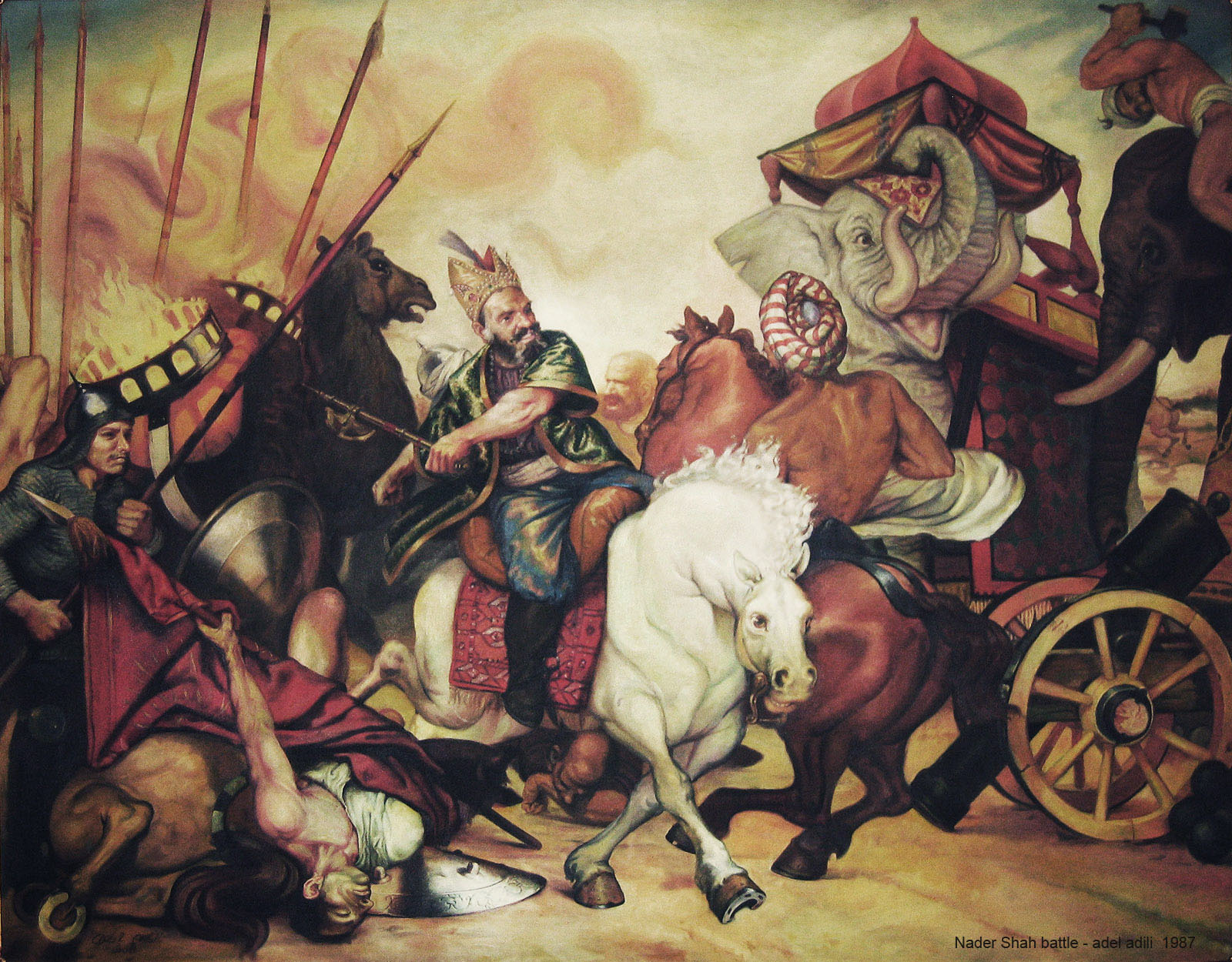
Schlacht von Karnal, von Adel Adili, 1987

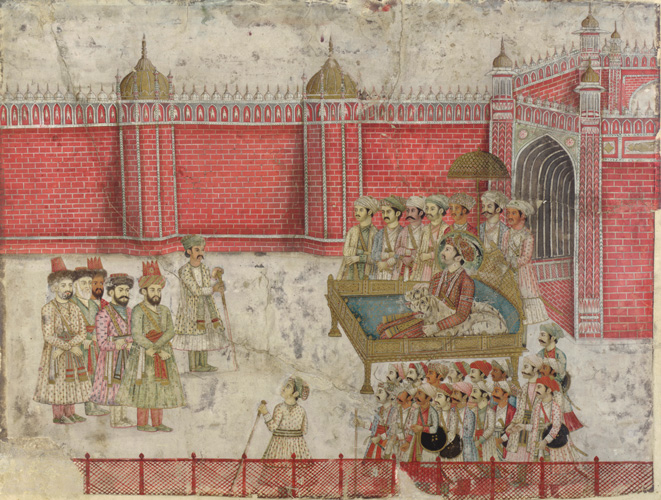
Afscharidische Truppen verhandeln mit einem mogulischen Nawab.

Die Schlacht von Karnal  fand am 13. Februar 1739 zwischen den Streitkräften von Nadir Schah, dem Herrscher von Persien, und den Streitkräften des Großmoguls Muhammad Shah bei Karnal (nördlich von Delhi, heute im Bundesstaat Haryana gelegen) statt. Nadir Schah siegte vor allem wegen seiner modernisierten Artillerie: Er setzte Kameleinheiten mit montierten Kleinkanonen (zamburak, wörtlich „Bienchen“) und  Batterien gut gedrillter Musketiere ein. Derart militärischer Ausstattung konnte die Armee des Großmoguls nicht standhalten, obwohl ihnen beide Waffen bekannt waren. Es gelang Nadir Schah, wichtige mogulische Generäle zu Sturmangriffen zu bewegen und ihre Einheiten ins Musketenfeuer laufen zu lassen.
Nach dem Sieg zog Nadir Schah am 11. März 1739 mit Muhammad Shah als sein Gefangener in das unmittelbar südlich vom Schlachtort gelegene Delhi ein, das seine Soldaten plünderten. Dort fiel dem Sieger der königliche Schatz in die Hände, den Nadir Schah mit nach Persien nahm. Teile dieses Schatzes bildeten die iranischen Kronjuwelen, unter anderem die Diamanten Koh-i-Noor und Darya-ye Noor. Ebenso nahm Nadir Schah den Pfauenthron aus Delhi mit. Die Truppen verließen Delhi Anfang Mai 1739 und nahmen weitere zahlreiche Kostbarkeiten sowie Kamele, Elefanten und Pferde mit.